# Manne, Voznesensk
Manne (în ucraineană Манне) este localitatea de reședință a comunei Manne din raionul Voznesensk, regiunea Mîkolaiiv, Ucraina.

## Demografie
Componența lingvistică a localității Manne
     Ucraineană (84,34%)
     Rusă (11,11%)
     Romani (2,27%)
     Română (2,02%)
     Alte limbi (0,25%)
Conform recensământului din 2001, majoritatea populației localității Manne era vorbitoare de ucraineană (84,34%), existând în minoritate și vorbitori de rusă (11,11%), romani (2,27%) și română (2,02%).